# Цероклис
Цероклис — в латышской мифологии божество злаков и урожая.

## История
Имя мифологического существа Цероклис происходит от слова латыш.  cerot — «куститься». В исторических источниках Цероклис известен из сообщений кардинала Валенти (1604) и отчета иезуита по имени лат. Joannis Stribingius посетившего Латвию в 1606 году. В фольклорных материалах Цероклис отсутствует, но в них есть Церу мате — мать-повелительница кустов. В материалах XVII века говорится о жертвоприношениях этому богу животных — черного быка, курицы, поросёнка, а также об обычае оставлять в лесу у дуба два куриных яйца и при еде бросать на землю первый кусок и проливать немного питья. С культом Цероклиса связывают обычай выпечки большого хлеба в форме змея с открытой пастью и поднятым хвостом, а также хлеба в форме свиньи или собаки.